# 호시나 마사사다

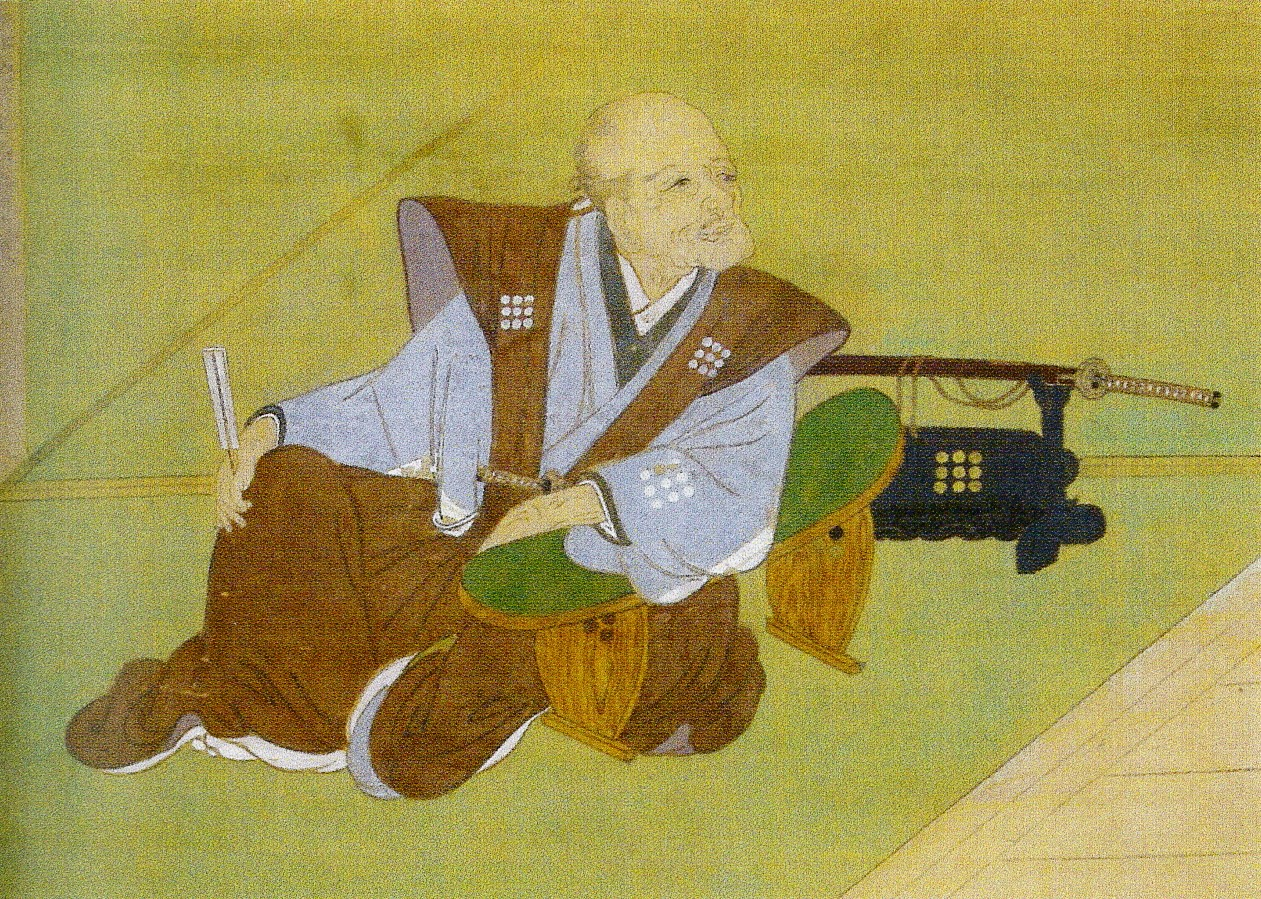
호시나 마사사다

호시나 마사사다(일본어: 保科正貞, 1588년 6월 14일 ~ 1661년 12월 22일)는 에도 시대 전기의 하타모토, 다이묘이다. 부친은 호시나 마사나오이며 모친은 다케히메(多劫姫, 히사마쓰 도시카쓰의 딸)이다. 모친의 동복오빠인 도쿠가와 이에야스는 마사사다의 외숙이 된다. 다카토 번주 호시나 마사미쓰는 마사사다의 이복형이며 사쿠라이가 당주이자 하마마쓰번주 마쓰다이라 다다요리는 마사사다의 동복형(씨다른 형)이된다.

## 같이 보기
- 구로다 나가마사 - 친누나 에이히메의 남편으로 마사사다의 매형이다.

|  | 제1대 이노 번 번주 (호시나가) 1648년 ~ 1661년 | 후임 호시나 마사카게 |